# Amabili resti (film)
Amabili resti (The Lovely Bones) è un film del 2009 diretto da Peter Jackson e con protagonista Saoirse Ronan, adattamento cinematografico dell'omonimo romanzo di Alice Sebold.

## Trama
Il 6 dicembre 1973, la quattordicenne Susie Salmon viene condotta con l'inganno in un rifugio sotterraneo, e qui uccisa brutalmente dal suo vicino di casa, George Harvey. Poco dopo la sua morte, Susie si ritrova in un limbo fra il mondo terreno e il paradiso, dove ha la possibilità di seguire le vite della famiglia, degli amici e anche del suo assassino. Qui incontra Holly, una ragazza che deve condurla al paradiso e che cerca di farle superare il tragico omicidio. La giovane non può interagire direttamente con i propri cari, ma desidera vendicarsi.
Dopo la sua scomparsa, la famiglia Salmon non è più la stessa: il padre, Jack, intuisce che la figlia sia stata assassinata da qualcuno che conosceva, e diffida da quel momento degli sconosciuti; la madre, Abigail, davvero provata dall'avvenimento, lascia la casa per riuscire a superare la perdita della figlia; la sorella, Lindsey, è la prima ad avere sospetti su George Harvey. Anche Ray Singh, il ragazzo di Susie, è rimasto turbato e viene confortato da Ruth Connors, compagna di classe della ragazza.
Jack Salmon, rispettando la promessa fatta alla figlia quando era ancora viva, sviluppa ogni mese uno dei 24 rullini fotografici e dalle foto dell'ultima stampa scopre un indiziato che lui stesso ignorava, George Harvey. Si reca dal vicino e lo trova intento nella costruzione, a suo dire, di un nascondiglio per la caccia alle anatre. Grazie a questa struttura - simile al luogo in cui fu uccisa Susie e, nelle intenzioni del killer, destinata a Lindsey - e a una serie di ricordi innescati dalla vista delle camelie del giardino, Jack intuisce che l'assassino di sua figlia è proprio Harvey. Nel tentativo di farsi giustizia da solo, Jack cerca di fare irruzione nella sua abitazione senza riuscirci e rischiando l'arresto, non avendo prove sufficienti per incastrarlo.
Sempre nel tentativo di vendicarsi, decide di ucciderlo durante la notte. Lo segue tra i campi armato di una mazza da baseball, ma si imbatte in due fidanzati, Clarissa e Brian, venendo picchiato da quest'ultimo con la sua stessa mazza e portato in ospedale. Susie capisce che, finché la sua anima non abbandonerà la realtà terrena, il legame ultraterreno con i suoi cari impedirà loro di trovare la pace, perciò accetta di prendere coscienza della propria morte entrando in una stanza simile alla casa di Harvey, che prima aveva evitato. Qui scoprirà le altre vittime dell'assassino, uccise sempre nello stesso modo: la prima fu la sua padrona di casa, poi altre ragazze e bambine, tra cui la stessa Holly.
Lindsey entra furtivamente in casa di Harvey, dove trova un taccuino in cui l'assassino annota i piani per eliminare le sue vittime, e vi legge anche il nome della sorella. In quel momento, il vicino rientra e trova la vetrata della cantina in frantumi. Al piano superiore, Lindsey causa un piccolo rumore proprio mentre Harvey è fermo in ascolto, per cui l'assassino si dirige subito verso di lei. Lindsey riesce a salvarsi fuggendo dalla finestra con il taccuino. Lo stesso giorno, la madre di Susie torna a casa e riabbraccia la sua famiglia.
Harvey, per sottrarsi all'ormai inevitabile cattura, deve scappare. L'uomo fugge, ma prima si sbarazza della cassaforte, che conteneva ancora il corpo di Susie, gettandola in una discarica. Susie, poco prima di prendere definitivamente la via per il paradiso, possiede il corpo di Ruth Connors e bacia per un'ultima volta Ray Singh, il suo grande amore. Inoltre, si rende conto che gli "amabili resti" della sua vita terrena, i membri della sua famiglia, iniziano a prendere coscienza del fatto che lei non ci sia più e, nonostante la sua perdita, la loro vita può continuare seguendo il suo corso.
George Harvey, latitante e ricercato dalla polizia, tenta invano di adescare un'altra ragazza con la scusa di un passaggio in automobile. In quel mentre, tuttavia, viene colpito sulla spalla da un cono di ghiaccio staccatosi dal ramo di un albero, perde l'equilibrio e cade in una scarpata, sfracellandosi sulle rocce. Abigail, la madre di Susie, trova il coraggio di affrontare il suo dolore entrando in camera della figlia defunta e, dopo quel momento, la famiglia si riunisce e riacquista la pace.

## Produzione
Nel maggio 2000, lo studio cinematografico inglese Film4 Productions acquistò i diritti cinematografici di Amabili resti, quando ancora era in piena fase di scrittura, con l'intenzione di trarne un film. Convinto della potenzialità di riuscita del libro, il delegato per la Film4, Aimée Peyronnet, cercò di attirare l'interesse di più case cinematografiche e singoli produttori per assicurare lo sviluppo della trasposizione, compreso il noto Luc Besson.
Lynne Ramsay fu incaricata della regia e della sceneggiatura nel febbraio 2001; ma il fallimento forzato di Film4 per volere di Channel 4 causò il blocco della produzione, in seguito ricostituita e messa sotto sede della compagnia sostenendo una spesa iniziale di 15 milioni di dollari e facendo tornare al lavoro Ramsay. L'autrice del romanzo, Alice Sebold, fu invitata a contribuire in qualsivoglia modo alla produzione e per velocizzare la stesura del copione, in modo da riuscire a completarlo in concomitanza con la lavorazione fissata per l'estate 2003, a Ramsay fu affiancata Liana Dognini.
La scena della morte di Harvey è stata rifatta, rendendola più violenta, dopo le reazioni degli spettatori delle proiezioni di prova del film. Il regista Peter Jackson ha dichiarato che "molte persone ci spiegarono di non essere soddisfatte della scena della morte, volevano vedere Harvey in agonia, soffrire molto di più. Abbiamo dovuto creare una scena di morte piena di sofferenza solo per dare alla gente la soddisfazione che desiderava."
Le riprese sono iniziate nell'ottobre 2007 nella East Coast degli Stati Uniti, tra il Delaware e la Pennsylvania. Le scene in cui Susie Salmon si trova nel limbo, data l'enorme necessità di effetti speciali, sono state realizzate negli studi della Weta Digital a Wellington, in Nuova Zelanda.

## Distribuzione
La distribuzione cinematografica negli Stati Uniti d'America era inizialmente fissata per il 13 marzo 2009, in seguito posticipata a data da destinarsi su decisione delle case di produzione. A seguito del rinvio, il regista Peter Jackson, dichiarò che il periodo d'uscita sarebbe caduto tra settembre e novembre 2009; data nuovamente cambiata.
Il primo trailer del film è stato distribuito il 5 agosto 2009. Negli Stati Uniti il film è uscito nelle sale l'11 dicembre 2009, in Italia il 12 febbraio 2010. Pochi giorni dopo l'uscita in Italia è stato vietato ai minori di 14 anni. È stato distribuito in Blu-ray e DVD a partire dal 15 giugno 2010.

## Colonna sonora
Nella colonna sonora sono presenti due canzoni cantate da Elizabeth Fraser: Alice, pubblicata a nome del suo gruppo Cocteau Twins, e Song to The Siren (cover del brano omonimo di Tim Buckley), pubblicata a nome del progetto This Mortal Coil.

## Accoglienza

### Critica
Sebbene Stanley Tucci e Saoirse Ronan siano stati elogiati per le loro performance, il film ha ricevuto recensioni contrastanti dalla critica. Sull'aggregatore di recensioni Rotten Tomatoes ha un indice di gradimento del 32% basato su 247 recensioni, con una valutazione media di 5,00 su 10. Il consenso critico del sito recita: "È pieno zeppo delle immagini tipicamente abbaglianti di Peter Jackson, ma Amabili resti soffre di bruschi cambiamenti tra violenza orribile e sentimentalismo stucchevole". Sul sito Metacritic ha un punteggio di 42 su 100, basato su 36 critici, che indicano "recensioni miste o nella media".

## Riconoscimenti
- 2010 - Premio Oscar[12]
  - Candidatura per il miglior attore non protagonista a Stanley Tucci
- 2010 - Golden Globe[13]
  - Candidatura per il miglior attore non protagonista a Stanley Tucci
- 2010 - British Academy Film Awards[14]
  - Candidatura per la migliore attrice protagonista a Saoirse Ronan
  - Candidatura per il miglior attore non protagonista a Stanley Tucci
- 2010 - Broadcast Film Critics Association
  - Miglior giovane attrice a Saoirse Ronan
  - Candidatura per la miglior attrice a Saoirse Ronan
  - Candidatura per il miglior attore non protagonista a Stanley Tucci
  - Candidatura per la miglior fotografia a Andrew Lesnie
  - Candidatura per i migliori effetti speciali
  - Candidatura per la miglior scenografia
- 2010 - Irish Film and Television Award
  - Miglior attrice protagonista in un film a Saoirse Ronan
  - Candidatura per il miglior attore internazionale a Stanley Tucci
- 2010 - Santa Barbara International Film Festival
  - Virtuoso Award a Saoirse Ronan
  - Cinema Vanguard Award a Stanley Tucci
- 2010 - Saturn Award
  - Miglior attore emergente a Saoirse Ronan
  - Candidatura per il miglior film di fantascienza
  - Candidatura per il miglior attore non protagonista a Stanley Tucci
  - Candidatura per la miglior attrice non protagonista a Susan Sarandon
  - Candidatura per la miglior colonna sonora a Brian Eno
- 2010 - Screen Actors Guild Award[15]
  - Candidatura per il miglior attore non protagonista cinematografico a Stanley Tucci

## Riferimenti ad altri film
- Nella parte iniziale del film, quando Susie Salmon si trova al centro commerciale, si intravede, nella vetrina di una libreria, la locandina della trilogia de Il Signore degli Anelli, scritta da J. R. R. Tolkien, di cui Peter Jackson ha curato l'adattamento cinematografico.
- Susie e la sua compagna di classe uscendo dal cineforum parlano di Otello, il film appena visto.
- Sempre al centro commerciale, quando Jack Salmon si reca dal fotografo per far sviluppare dei rullini, si vede, in un piccolo cameo, Peter Jackson con una cinepresa in mano.
- La bambina che Susie incontra dopo la morte si chiama Holly Golightly, chiaro riferimento alla protagonista di Colazione da Tiffany, interpretata da Audrey Hepburn.